# John Murtha
John Patrick Murtha (New Martinsville, 17 giugno 1932 – Contea di Arlington, 8 febbraio 2010) è stato un politico statunitense, membro della Camera dei Rappresentanti per lo stato della Pennsylvania dal 1974 al 2010.

## Biografia
Nato nella Virginia Occidentale in una famiglia di origini irlandesi, Murtha crebbe in Pennsylvania. All'inizio degli anni cinquanta lasciò il college per arruolarsi nei marines. Passato nelle riserve, si laureò in economia all'Università di Pittsburgh. Negli anni sessanta prese parte come volontario alla guerra del Vietnam, venendo insignito della Bronze Star Medal e di due Purple Heart. Fu congedato nel 1990 col grado di colonnello.
Poco dopo essere rientrato dal Vietnam, Murtha si impegnò in politica con il Partito Democratico e si candidò alla Camera dei Rappresentanti, venendo tuttavia sconfitto dal repubblicano in carica John Saylor.
Nel 1969 ottenne un seggio all'interno della legislatura statale della Pennsylvania, vincendo un'elezione speciale indetta a causa della morte del legislatore in carica. Fu rieletto per un mandato pieno nel 1970.
Nell'ottobre del 1973, quando Saylor morì improvvisamente, vennero indette delle elezioni speciali per riassegnare il seggio ad un nuovo deputato; Murtha si candidò e riuscì a farsi eleggere a febbraio del 1974, per poi essere riconfermato per un mandato pieno nel novembre dello stesso anno. Da allora, fu rieletto ogni due anni per altri diciassette mandati. Nel 2010 divenne il deputato più longevo nella storia della Pennsylvania.
Durante i suoi trentasei anni di permanenza al Congresso, Murtha era considerato un democratico moderato-centrista. Inizialmente sostenitore della guerra in Iraq, ne divenne in seguito un fervente oppositore.
Murtha morì mentre era ancora in carica, nel febbraio del 2010, a seguito di complicazioni cliniche dopo un intervento chirurgico laparoscopico alla cistifellea.